# Erlebnispädagogik

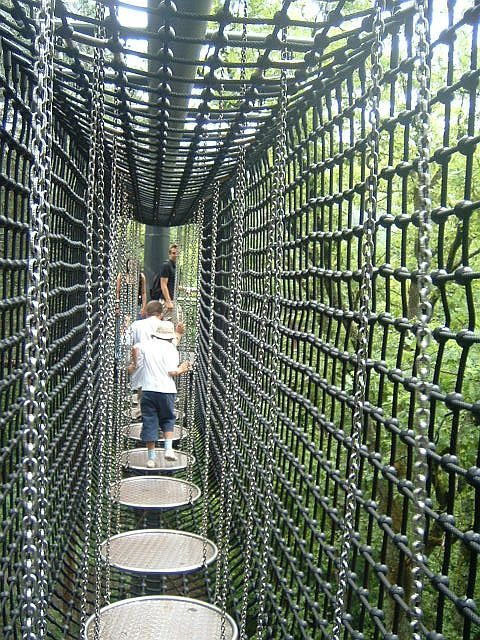
Erlebnis in Höhe der Baumwipfel

Die Erlebnispädagogik (auch als EP oder EPäd abgekürzt) ist ein Themengebiet der Pädagogik. Sie befasst sich mit Gruppenerfahrungen in der Natur, um die Persönlichkeit und soziale Kompetenzen zu entwickeln. Erlebnispädagogik gilt heute als integrativer Bestandteil ganzheitlicher Erziehungs- und Bildungskonzepte. Ursprünglich in der Reformpädagogik verwurzelt, gewinnt sie in jüngster Zeit wieder an Bedeutung, da Schlüsselqualifikationen wie soziale Kompetenz, Wagnisbereitschaft und Persönlichkeit eine zunehmende Rolle in der Gesellschaft spielen. Der Begriff „Moderne Erlebnispädagogik“ wurde Ende der 1970er-Jahre von Jörg W. Ziegenspeck an der Leuphana Universität Lüneburg geprägt. Es gelang ihm, in fünf Jahrzehnten die Erlebnispädagogik zur allgemein anerkannten Teildisziplin der Pädagogik zu entwickeln und zu fundieren. Er war es auch, der wissenschaftliche Praxis und praxisorientierte Wissenschaft als sich wechselseitig stimulierende Wirkungsfelder begriff, und die erlebnispädagogische Bewegung mit ihren vielfältigen, praktischen und vorwiegend ehrenamtlich verantworteten Projekten entscheidend formte.

## Geschichte

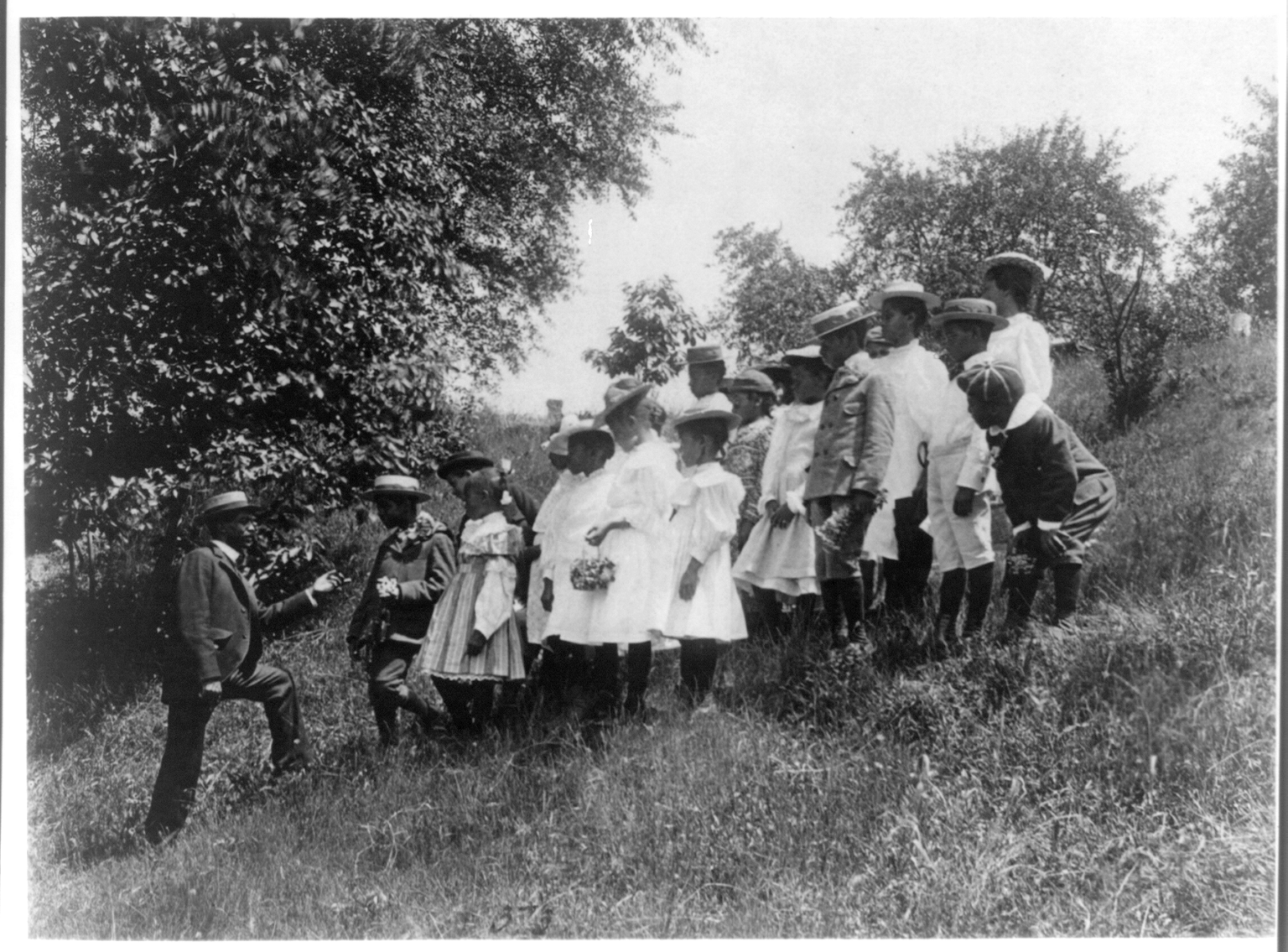
Schüler auf einer Outdoor-Exkursion in den USA, 1899

Die Geschichte der Erlebnispädagogik hängt eng mit Entwicklungen in der Philosophie, der Psychologie, der Soziologie und der Pädagogik zusammen. Die Erlebnispädagogik, wenn auch noch nicht unter diesem Begriff, war seit jeher eine Methode, die versucht hat, den Erziehungsmethoden der jeweiligen Zeit, die als reformbedürftig empfunden wurden, etwas entgegenzusetzen.
Die Erlebnispädagogik entwickelte sich im Kontext von Schule und deren Erziehungsauftrag und war eng mit der Auffassung von ganzheitlichem Lernen verknüpft. An den wichtigen historischen Vertretern aus Pädagogik und Philosophie lässt sich die erlebnispädagogische Geschichte skizzieren. Der Blick über Jahrtausende hinweg verdeutlicht einen roten Faden von der Erziehungslehre Platons, die von einer umfassenden Förderung der Jünglinge in einer gesunden Gegend ausgeht, hin zu den ganzheitlichen Erziehungsvorstellungen am jungen Menschen des Aristoteles bis zu Jean-Jacques Rousseau. Er gilt als einer der Begründer des erlebnispädagogischen Gedankens. Insbesondere im 20. Jahrhundert verschmolzen reform- und erlebnispädagogische Ansätze mit Einflüssen vormilitärischer Erziehung.

### Vordenker und wichtige Vertreter der Erlebnispädagogik

#### Jean-Jacques Rousseau

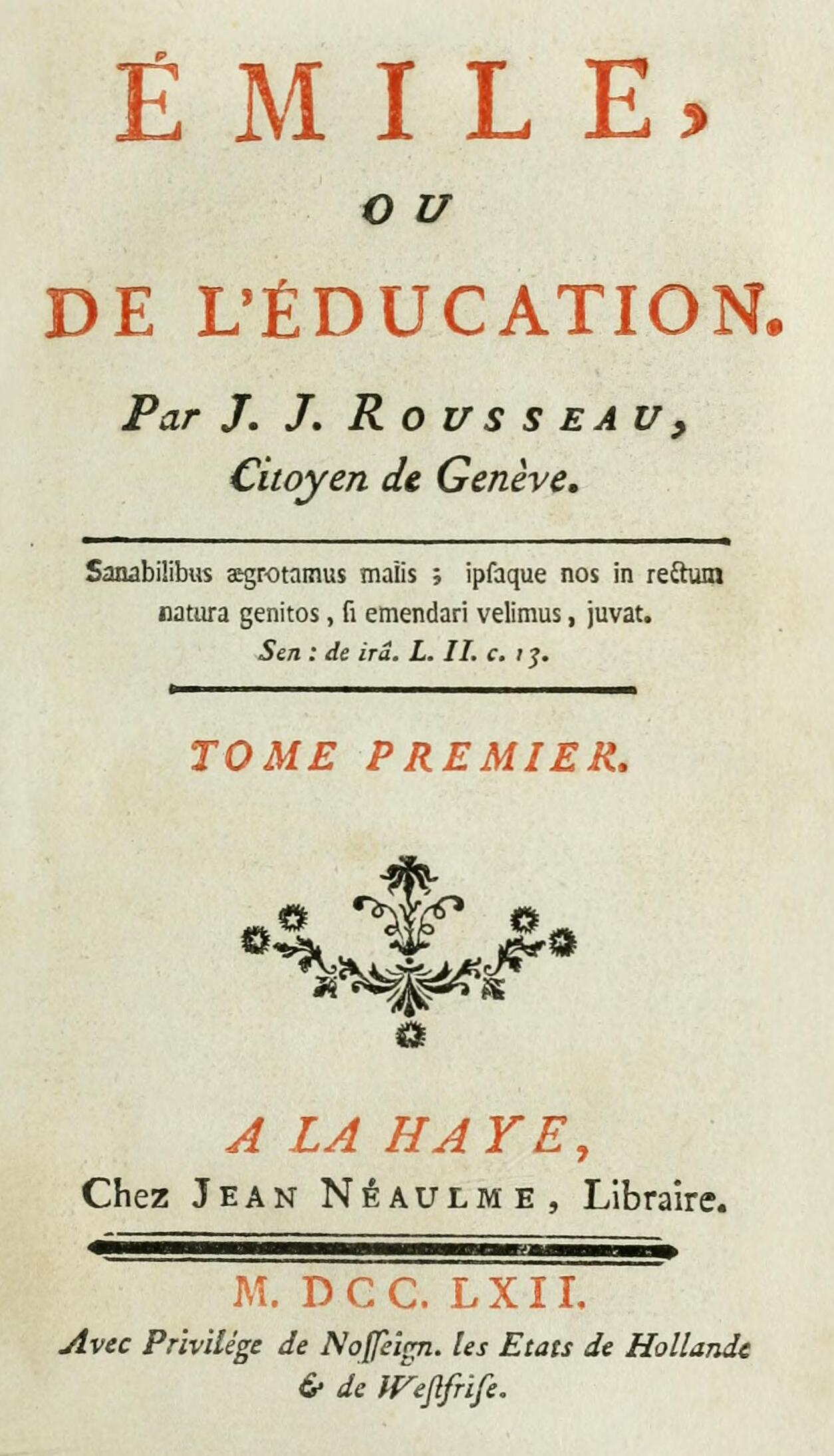
Französische Originalausgabe von Emile oder über die Erziehung

Bedeutende Grundlagen der Erlebnispädagogik wurden von Jean-Jacques Rousseau (1712–1778) geschaffen, der in seinem Buch Emile oder über die Erziehung für eine „Natürliche Erziehung“ plädiert.

„Alles ist gut, wie es aus den Händen des Schöpfers kommt, alles entartet unter den Händen des Menschen.“

Dieser erste Satz aus Emile verdeutlicht gleich zu Beginn den Hauptgedanken des Werkes, der häufig mit dem Schlagwort Zurück zur Natur wiedergegeben wird. Rousseaus Ziel ist eine Erziehung ohne Erzieher, die durch natürliche Strafe (logische Konsequenzen), das heißt die negativen Folgen von unpassenden Handlungen, zum freien Menschen führt.
Nach Rousseau wird der Mensch durch drei Einflüsse erzogen:

„Die Natur oder die Menschen oder die Dinge erziehen uns. Die Natur entwickelt unsere Fähigkeiten und unsere Kräfte; die Menschen lehren uns den Gebrauch dieser Fähigkeiten und Kräfte. Die Dinge aber erziehen sowohl durch die Erfahrung, die wir mit ihnen machen, als auch durch die Anschauung.“

Die Reihenfolge der Erwähnung von Natur, Dinge und Menschen zeigt ihre Bedeutung. Demnach orientiert sich das Lernen nicht so sehr an der Person des Erziehers, sondern vielmehr an den Wirkungen, die sich aus dem Umgang mit gegenständlichen Dingen in der Natur ergeben. Die Erziehung durch Menschen hat das einzige Ziel, die Erziehungsgewalt der Natur und der Dinge zu stärken und negative Einflüsse, wie Gesellschaft, Wissenschaft, Kunst und Zivilisation zu verhüten.
Rousseau kann als Vertreter des handlungsorientierten Unterrichts gesehen werden:

„Leben heißt nicht Atmen, sondern Handeln“

Erlebnis und Unmittelbarkeit sind die beiden wichtigsten Säulen der Rousseau’schen Erziehungsutopie. Damit errichtete Rousseau bereits im 18. Jahrhundert die Grundmauern zum Gedankengebäude der Erlebnispädagogik.

#### Henry David Thoreau

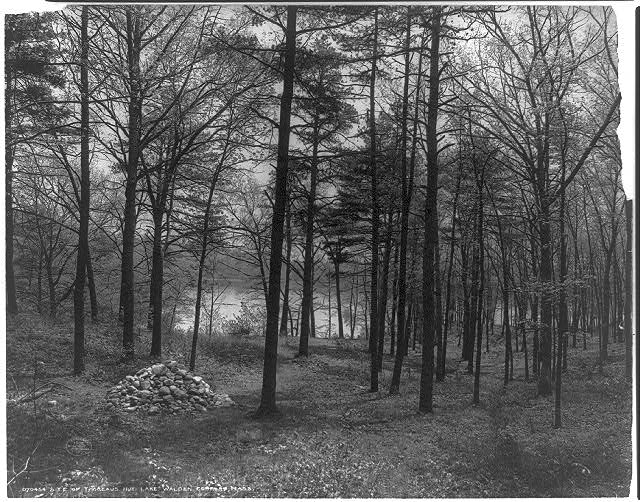
Der Ort, an dem Thoreaus Blockhütte stand, im Jahr 1908

100 Jahre später wurde diese Arbeit von Henry David Thoreau (1817–1862) weitergeführt. Thoreaus Ziel war das ursprüngliche und unmittelbare Leben ohne Mittler. Thoreau machte, wie auch Rousseau den damals herrschenden Zeitgeist, wie Luxus, Bequemlichkeit, Mode, Zivilisation und Technik für den Verlust der Unmittelbarkeit verantwortlich. Er ging davon aus, dass ein Erlebnis in Form einer Auszeit vom vertrauten sozialen Umfeld und den alltagsbedingten Verpflichtungen einen inneren Perspektivwechsel anstoßen kann.

„Das meiste von dem, was man unter den Namen Luxus zusammenfasst, und viele der so genannten Bequemlichkeiten des Lebens sind nicht nur zu entbehren, sondern geradezu Hindernisse für den Aufstieg des Menschengeschlechts.“

Thoreau suchte nach den eigentlichen Lebensbedürfnissen des Menschen und versuchte in einer selbstgebauten Blockhütte am Walden-See nahe seiner Heimatstadt Concord zweieinhalb Jahre lang ein bedürfnisloses Leben zu führen, um zum eigentlich Wichtigen vorzustoßen. Neben der Natur, an der jeder jederzeit kostenlos lernen konnte, war Thoreau der Ansicht, dass die Einrichtung von Volkshochschulen den Menschen die Bildung und Weltsicht verschaffen sollten. Diese Erfahrungen dokumentierte er in seinem Schlüsselwerk von 1854: Walden oder Leben in den Wäldern (englischer Originaltitel Walden; or, Life in the Woods).

#### John Dewey
Bei einem weiteren wichtigen Vertreter, John Dewey, ist der Begriff der Erfahrung zentral:

„Die aktive Seite der Erfahrung ist Ausprobieren, Versuch – man macht Erfahrungen. Die passive Seite ist ein Erleiden, ein Hinnehmen. Wenn wir etwas erfahren, so wirken wir auf dieses Etwas zugleich ein, so tun wir etwas damit, um dann die Folgen unseres Tuns zu erleiden. Wir wirken auf den Gegenstand ein, und der Gegenstand wirkt auf uns zurück.“

Der Prozess des Lernens steht im Vordergrund, dieses Lernen findet seinen Bezug in den sozialen Aktivitäten des Kindes, seiner Lebenswelt und fordert das Kind, darf es jedoch nicht überfordern.

#### Lord Baden-Powell und die Pfadfinder

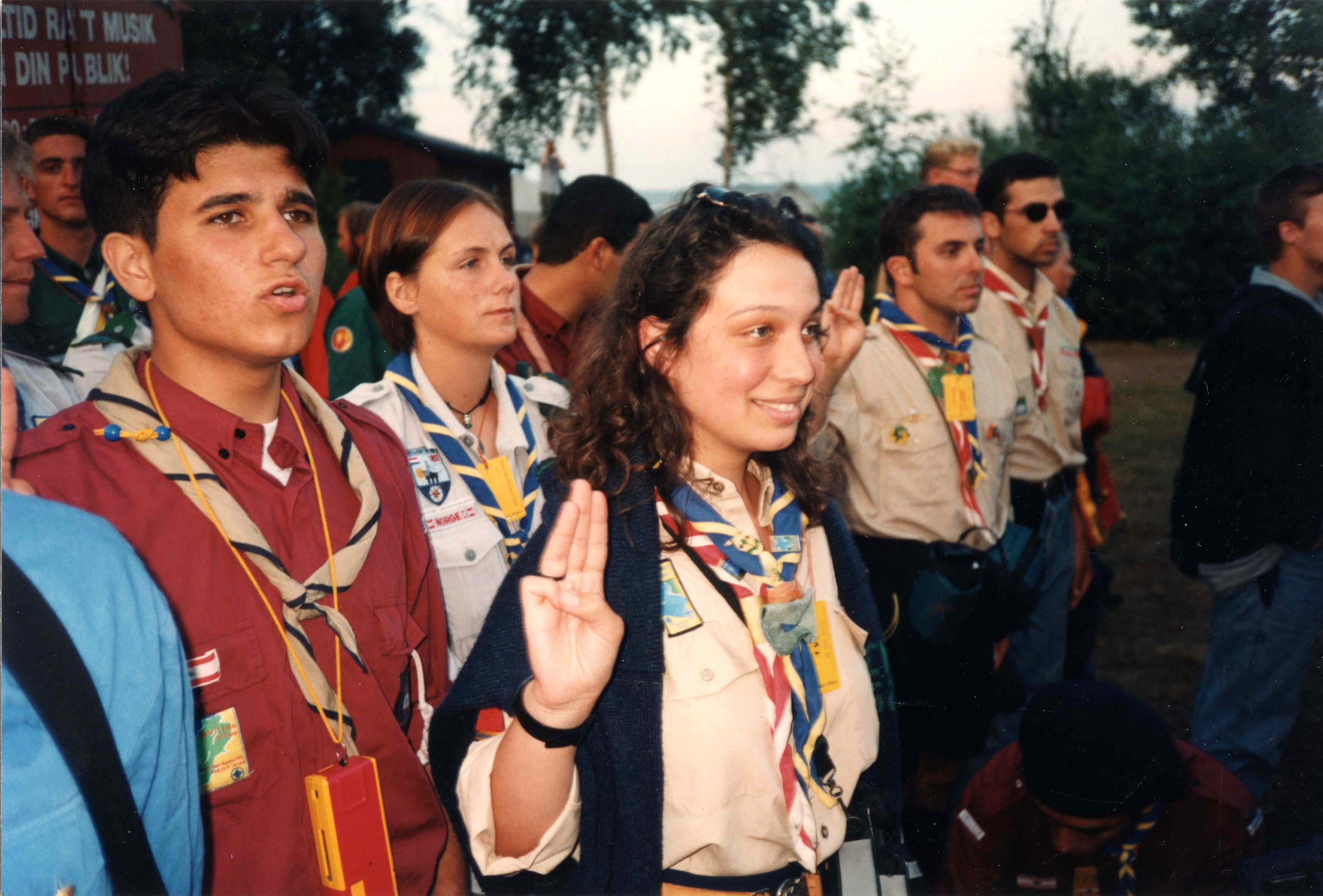
Fahnengruß von Pfadfindern verschiedener Nationalitäten beim 10th World Scout Moot 1996

1907 gründete Robert Baden-Powell in England die erste Pfadfindergruppe. Er ist mit der Pfadfindermethode einer der geistigen Väter der modernen Erlebnispädagogik. Das pädagogische Motto der Pfadfinderbewegung „learning by doing“ stammt von dem amerikanischen Reformpädagogen W.H. Kilpatrick, einem Zeitgenossen Baden-Powells. Das Konzept, gezielt Verantwortung zu übertragen und Kindern und Jugendlichen „etwas zuzutrauen“ war in den puritanisch und konservativ geprägten europäischen Gesellschaften um die Jahrhundertwende neu. Zur Pfadfinderbewegung gehörten 2006 weltweit mehr als 38 Millionen Kinder und Jugendliche aus 216 Ländern. Die Methode wurde von vielen anderen Jugendverbänden übernommen und hat die Jugendarbeit und die Sozialpädagogik beeinflusst. Viele Elemente wurden ins Outdoortraining übertragen und werden bis heute im Managementtraining und Teamtraining eingesetzt.

#### Martin Luserke und die naturhafte Erziehung
1925 gründete der Reformpädagoge Martin Luserke die als Internat geführte Schule am Meer auf der Nordseeinsel Juist. Der Begriff Erlebnispädagogik war zur damaligen Zeit noch längst nicht formuliert, doch sein reformpädagogisches Konzept basierte bereits darauf, den Schülern durch eine „naturhafte Erziehung“ ein Erlebnis aus erster Hand zu ermöglichen, eine „Erziehung durch die See“. Diese hands on-Methodik fand ihren Ausdruck insbesondere in seiner Vorstellung von „Lebensbildung“, einer praxisbezogenen Bildung, die sich am realen Leben orientierte und nicht wie an staatlichen Schulen dieser Zeit ausschließlich an theoretischen Erkenntnissen. Die Schule am Meer betonte den musischen, physischen und handwerklichen Bereich sowie eine tägliche Auseinandersetzung mit der Natur. Jeder Schüler und Lehrer war in dieses Konzept der basisdemokratisch organisierten „Schulgemeinde“ eigenverantwortlich eingebunden. Luserke entwickelte bereits während seiner pädagogischen Tätigkeit in der Freien Schulgemeinde Wickersdorf ab 1906 über zwei Jahrzehnte das schulische Laienspiel, das jedem Schüler die Möglichkeit einer darstellerischen und tänzerischen Ausdrucksform eröffnete. Als damals einzige deutsche Schule errichtete die Schule am Meer zu diesem Zweck eine eigene Theaterhalle. Ein schuleigener Chor, ein Orchester und Theater-Performances mit deutschlandweiten Auftritten waren ebenso Elemente der erlebnispädagogischen Vorstellungen Luserkes wie eine aktive Teilnahme der Schüler und Lehrer am weiteren Ausbau der Schule, an der Einrichtung und Pflege von dreißig Meerwasseraquarien und elf Schulgärten, am Dünenschutz der Insel, am Bau eigener Segelboote und am Segeln sowie dem Erkunden der ost- und westfriesischen Gewässer sowie des Wattenmeers der Nordsee.

#### Erlebnistherapie nach Kurt Hahn

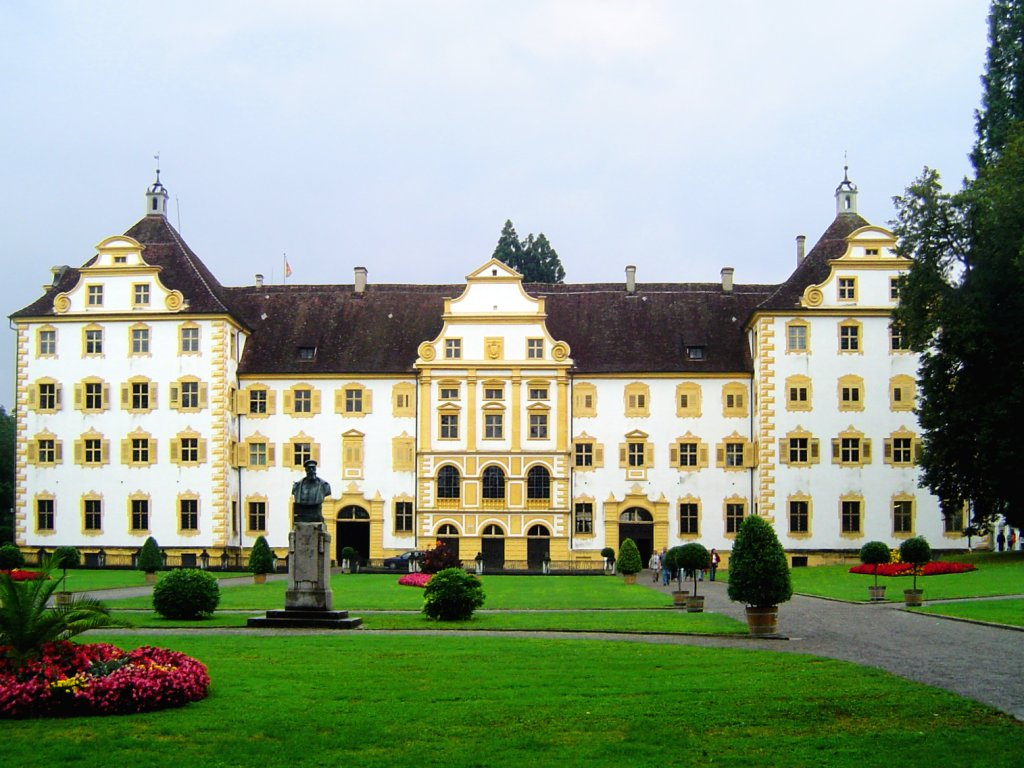
Schloss Salem

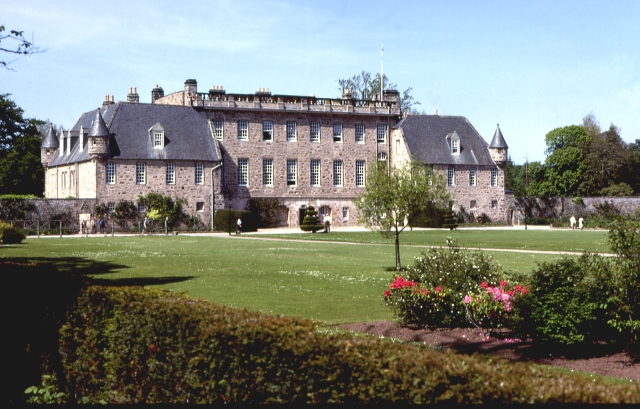
Gordonstoun

Kurt Hahn war ein deutscher Pädagoge, der als Urvater der Erlebnispädagogik gilt und von 1886 bis 1974 lebte. Er wirkt mit seinen Konzepten bis heute in die Entwicklung und Umsetzung der Erlebnispädagogik hinein. Sein Verständnis vom Erleben und von Erlebnissen, seine zur Veranschaulichung gewählten Bilder wirken bis in die heutigen Schulmodelle, die in der Schule Schloss Salem angeboten werden. Ebenso stehen die Outward Bound Schools für die weltweit verbreiteten Bildungsstätten erlebnispädagogischer Ausrichtung.
Kurt Hahn kann keine konventionelle Karriere als Lehrer oder Erzieher vorweisen. Er wird oft als „Vater der Erlebnispädagogik“ bezeichnet, obwohl er weder studierter Pädagoge noch Politiker mit Mandat war. Trotzdem hat er Teilbereiche der Pädagogik entscheidend beeinflusst.
Die Erlebnispädagogik hatte mit Hahn um 1930 in Deutschland ihren ersten Höhepunkt. Sie wurde in der Reformpädagogik zu einem wichtigen Pfeiler des Unterrichtsverständnisses. In der Dissertation von Waltraut Neubert (1930), einer akademischen Schülerin von Herman Nohl (Universität Göttingen), wurde dies deutlich.
Das Erlebnis wurde dabei als ein „methodischer Grundbegriff der modernen Pädagogik“ neben dem der Arbeit verstanden, wobei die Schule als „Erlebnisfeld des Kindes“ galt.
Hahn selbst war Vertrauter und politischer Berater des Prinzen Max von Baden und leitete 1920 bis 1933 das Landerziehungsheim Schule Schloss Salem. Er gründete 1934 im britischen Exil die „British Salem School“ in Gordonstoun (Schottland), nachdem er aufgrund seiner Ideen und seiner jüdischen Herkunft in Deutschland nicht mehr sicher war. 1941 gründete er eine Kurzschule mit mehrwöchigen Kursen, die erlebnispädagogischen Modellcharakter gewann. Hahn wandte sich mit seiner Pädagogik gegen die von ihm durch Beobachtungen diagnostizierten Verfallserscheinungen seiner Zeit:
- Mangel an menschlicher Anteilnahme
- Verfall körperlicher Tauglichkeit
- Mangel an Initiative und Spontanität
- Mangel an Sorgsamkeit

Er war der Meinung, dass nicht die Dauer, sondern die Intensität eines Erlebnisses und das persönliche Engagement für den Lernerfolg entscheidend sind.
Mit einem erlebnistherapeutischen Konzept sollten diese Krankheiten der Gesellschaft bekämpft werden, um so heilenden Kräften zur Entfaltung zu verhelfen. Kurt Hahn war stets bemüht, möglichst viele Jugendliche zu erreichen. Er begann mit einer Reihe von Lehrgängen mit Jugendlichen, bei denen körperliches Training im Mittelpunkt stand, bevor er in Aberdovey gemeinsam mit dem Reeder Laurence Holt die erste Bildungsstätte mit dem Namen Outward Bound gründete, in der ausschließlich kurzzeitpädagogische Kurse durchgeführt wurden. Die Teilnehmer an den vierwöchigen Kursen waren 16- bis 20-jährige Schüler.
Den vier festgestellten Mangel- und Verfallserscheinungen setzte Kurt Hahn Elemente seiner Erlebnistherapie entgegen:
- körperliches Training (unter anderem durch leichtathletische Übungen und Natursportarten wie Segeln, Kanufahren, Bergwandern)
- den Dienst am Nächsten (hier explizit von seinen Schülern, je nach Standort, geleistete Küstenwache, See- oder Bergrettungsdienst)
- das Projekt (Aufgabenstellung mit hoher, aber erreichbarer Zielsetzung bei selbständiger Planung und Durchführung im handwerklich-technischen beziehungsweise künstlerischen Bereich)
- die Expedition (meist mehrtägige Berg- oder Skitouren, Floßfahrten etc., bei denen es neben der natursportlichen Aktivität auch um lebenspraktische Alltagserfahrungen gehen sollte, wie z. B. sich selbst versorgen, Transportieren, Nachtlager bereiten.)

Die Wirksamkeit der Erlebnistherapie hängt im Wesentlichen von der Erlebnisqualität der Aktionen ab. Denn je mehr der Teilnehmer die Aktionen für sich als außergewöhnliche Erlebnisse wahrnimmt, desto tiefgreifender ist die heilende Wirkung. Heilsame Erinnerungsbilder, die Jahre später noch abrufbar sind, sollten bei späteren Bewährungsproben steuernd wirken. Hahn hatte das Segeln schon früh in sein Konzept der Erlebnistherapie eingefügt. So erwarb seine Schule Schloss Salem bereits in den 1950er Jahren ein eigenes Segelschiff, das auf dem Bodensee stationiert war und als Element der Gemeinschaftsbindung und Wagniserziehung genutzt wurde. Ende der 50er kam ein Ruderboot (später mit einer Besegelung versehen) dazu, das von der Seenotrettung erworben worden war. Ebenso wie ein wenig später in Dienst gestellter Motorkutter, mit dem Einsätze bei schwerem Wetter auf dem Bodensee gefahren wurden, um z. B. gekenterte Segelboote abzubergen. (Von der Zweigschule Spetzgart aus betrieben, die einen eigenen Kapitän beschäftigte.) Anfangs wurden auch Segelprojekte zur Resozialisierung von straffällig gewordenen und drogenabhängigen Jugendlichen eingesetzt.
Kurt Hahn verstand die Natur- und Kulturlandschaften als erste und wichtige Handlungsfelder seiner Erziehung. Voraussetzung und Bedingung waren für ihn die Ernsthaftigkeit und Unmittelbarkeit der Situation.
In der deutschen Erziehungswissenschaft nach 1945 wurde die Erlebnistherapie nach Kurt Hahn nur am Rande wahrgenommen. Heute sind seine Ansätze von Echtzeit, Direktheit und Authentizität in einer hochtechnisierten und durchmediatisierten Welt gefragter denn je. Körperlichkeit und das Gefühl, physische und psychische Anstrengungen als lustvoll zu erleben, sind Ansatzpunkte zeitgemäßer, moderner Erlebnispädagogik.

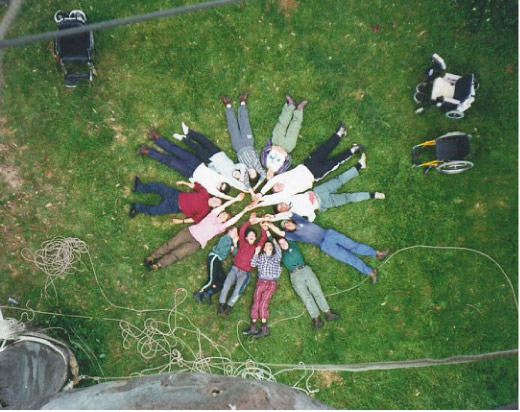
Teilnehmer einer australischen Outward Bound Gruppe

### Erlebnispädagogik nach 1945
Die Instrumentalisierung erlebnispädagogischer Elemente und die Vermischung mit nationalsozialistischen Inhalten durch die Nationalsozialisten war ein Grund, dass erlebnispädagogische Ansätze zunächst nicht aufgegriffen wurden. Die Alliierten versuchten mit Nachdruck, in die Erziehung der deutschen Jugend einzugreifen. Dazu wurde ein Programm aufgelegt, das die vorhandenen Einprägungen des Nationalismus löschen sollte. Jugendverbänden wurde anfangs verboten, sich überregional zu organisieren, wahrscheinlich aus Vorbehalt der Alliierten gegenüber „Kluft“ tragenden deutschen Gruppierungen, wie beispielsweise den Pfadfindern. Besonders das Forschungsteam der Leuphana Universität Lüneburg hat der Erlebnispädagogik einen neuen erzieherischen Stellenwert eingeräumt und sie aus dem nationalsozialistischen Würgegriff („Wohl tut, was hart macht!“) endgültig befreit. „Erlebnispädagogik ist weder Überlebenstraining (survival) noch Ranger-Ausbildung, sie ist und bleibt im Kern ihren persönlichkeitsbildenden Ansprüchen verpflichtet; ihre jugend- und sozialerzieherische Potenz muss bei allen Vorhaben und unter allen Umständen definiert sein und sichtbar bleiben, also die jeweilige Praxis begründen und transparent machen.“
Es waren vornehmlich Jugendverbände, die ab 1945 in Deutschland mit ihren pädagogischen Ansprüchen und Inhalten auf Elemente der Erlebnistherapie zurückgriffen, meistens jedoch unbewusst und intuitiv. Jedoch ist die Bezeichnung „Erlebnispädagogik“ für die Jugendarbeit im Nachkriegsdeutschland nicht richtig, da das „Freiluft“leben keine pädagogischen Beweggründe hatte. Meistens ging es dabei mehr um verbandspolitische Interessen.
Die von Kurt Hahn initiierten Bildungsstätten des „Outward Bound“ nahmen eine recht kontinuierliche Entwicklung, obwohl sie in der deutschen Entwicklung der Erlebnispädagogik zunächst wenig Beachtung fanden. 1946 wurde der Outward Bound-Trust in London gegründet, und ist heute weltweit als „Outward Bound International“ bekannt und betreibt heute über 50 Einrichtungen in 35 Ländern.
Die inhaltlichen Schwerpunkte von Hahns Erlebnistherapie haben sich seitdem verändert. Die Inhalte des Elements „Dienst am Nächsten“ haben sich durch die Professionalisierung der Rettungsdienste verändert und beschränken sich auf die Ausbildung in Erster Hilfe, wurden aber durch das Engagement in sozialen und ökologischen Bereichen erweitert.
Das Schlagwort „Erleben statt reden“ aus den 1980er Jahren drückt aus, was viele (Sozial-)Pädagogen dieser Zeit fühlten: Es ist lange genug geredet und diskutiert worden. Die großen Themen der 1970er waren mit Grundsatzbeschlüssen, politischen Bekenntnissen und Endlosdiskussionen abgedeckt worden, ohne dass die pädagogischen Probleme vor Ort gelöst wurden.-->

### Erlebnispädagogik nach 1980
Jörg W. Ziegenspeck sah sich dem von Kurt Hahn hinterlassenen Outward Bound-Konzept verpflichtet und nahm dazu erstmals systematisch Stellung. Hahns sozialerzieherische Ideen sind seither von grundlegender Bedeutung für zahlreiche Outdoor-Aktivitäten. Unter dem Schlagwort „Erleben statt reden“ entwickelten sich neue Ansätze der Erlebnispädagogik. Einer ihrer Vertreter, Franz Pöggeler erweiterte den Begriff in zwei Richtungen. Zum einen sah er Erlebnispädagogik auch als eine Pädagogik der Kulturen und förderte eine Weltpädagogik, die auf gegenseitigem Verständnis der Kulturen beruht. Zum anderen erkannte er, dass Erlebnispädagogik nicht nur auf Kinder und Jugendliche beschränkt sein dürfe. Er engagierte sich daher für das gemeinsame Erleben von Eltern und Kindern und ganzen Familien. Er erweiterte den Begriff Erlebnispädagogik zu einer Freizeitpädagogik. Ausdruck dieses Bemühens war unter anderem der Aufbau eines umfassenden Jugendherbergsnetzes. Er war viele Jahre Bundesvorsitzender des Deutschen Jugendherbergswerks.
Ende 1989 befahl der damalige Inspekteur des Heeres, Generalleutnant Henning von Ondarza, angeregt durch das Adventurous Training der Britischen Streitkräfte, seinem Führungsstab die Vorlage eines Entwurfs für eine Erlebnisorientierte Ausbildung (EOA) des Heeres als Investition in die Attraktivität des militärischen Dienstes und in die Überlebenschancen der Soldaten im Einsatz. EOA wurde definiert als ein Programm, das die jeweilige soldatische Gemeinschaft in der freien, möglichst unbekannten Natur vor Aufgaben stellt, die von jedem Teilnehmer hinsichtlich Mut, körperlicher Leistung und „Unternehmungsgeist“ Außergewöhnliches verlangen.
Ziel der EOA ist es, die Geistes- und Charakterkräfte des einzelnen Soldaten – insbesondere die des Führers, wie auch den Zusammenhalt der soldatischen Gemeinschaft zu stärken, um den Belastungen eines möglichen Einsatzes gewachsen zu sein und – bezogen auf die militärischen Führer – diese zu befähigen, eine entsprechend anspruchsvolle Ausbildung im Frieden gestalten zu können.
Die Natur mit ihren Elementen bietet dazu die Übungsanlage „frei Haus“. Deshalb basiert Erlebnisorientierte Ausbildung vornehmlich auf Aktivitäten in besonders fordernden Bereichen der Natur wie Gebirge, Binnengewässer und Meer, Höhlen und dem Luftraum: Bergsteigen und Klettern, Skihochtouren, Wildwasserfahren, z. B. Rafting, Höhlenbegehungen, Fallschirmspringen – auch freier Fall –, Hochsee- und Küstensegeln. Der Schwerpunkt liegt mit etwa 70 % in der Nutzung des „Ausbildungsmittels“ Gebirge.
Das Konzept sah eine das ganze Heer umfassende Ausbildungsorganisation in der Führer- und Truppenausbildung vor. Der Referentenentwurf „Konzept für die Erlebnisorientierte Ausbildung im Heer“ wurde im April 1991 vorgelegt. Die Realisierung des vorgestellten Programms wurde verdrängt durch die Wiedervereinigung und Zusammenführung der deutschen Streitkräfte und die sich daraus ergebenden vielfältigen Aufgaben. Dennoch haben Elemente der Erlebnisorientierten Ausbildung in reduziertem Umfang Eingang in die Führer- und Truppenausbildung gefunden.

## Moderne Erlebnispädagogik

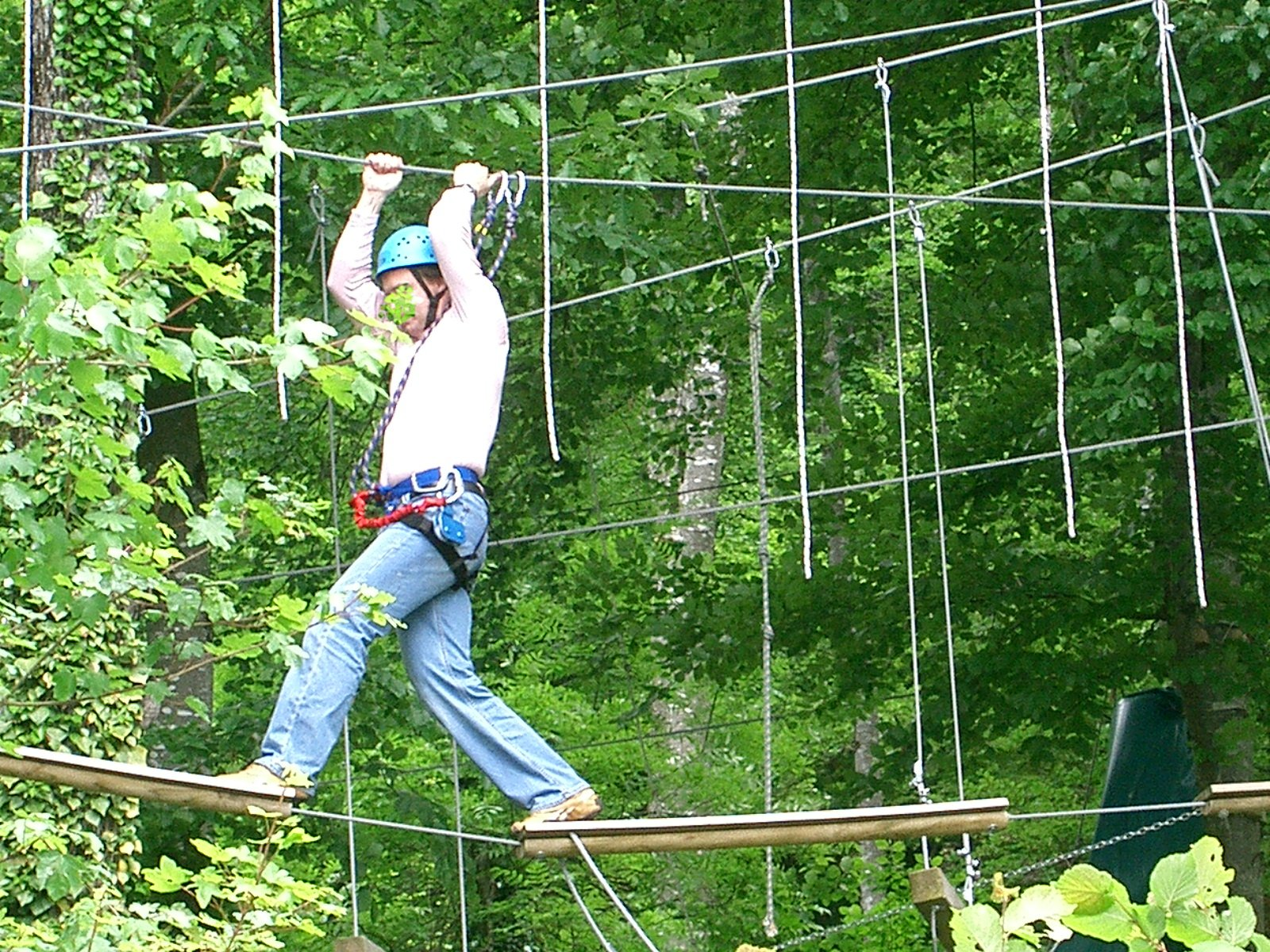
Seilgarten

Der Begriff „Moderne Erlebnispädagogik“ wurde von dem Erziehungswissenschaftler Jörg W. Ziegenspeck (Leuphana Universität Lüneburg) geprägt; von der Herausgeberin der ZEIT (Hamburg), Marion Gräfin Dönhoff, wurde er „Vater der modernen Erlebnispädagogik“ genannt. Mit dieser Bezeichnung gelang es, der Praxis in der Freizeit- und Jugendhilfe neuen Schwung zu verleihen, innovative und unkonventionelle Konzepte an die Stelle überkommener, mehr und mehr wirkungslos gewordener Traditionen zu setzen und lebensweltorientierten Zielen entgegenzukommen. Bedürfnisse der pädagogischen Praxis aufgrund gesellschaftspolitischer und sozialer Veränderungen nach tragfähigen Konzepten wirkten auch auf berufsvorbereitende Institutionen in der Erzieher- und Lehrerausbildung zurück. So wurden im Institut für Erlebnispädagogik an der Lüneburger Universität intensive Anstrengungen unternommen, um der Erlebnispädagogik wissenschaftliche Bedeutung und Qualität zu verleihen. So wurde ein wissenschaftlicher Diskurs bundes- und europaweit eröffnet, gab es Dissertationen mit erlebnispädagogischen Themen, Forschungsarbeiten und 1988 eine erste Habilitation an der Lüneburger Hochschule.
Seit dem Wintersemester 2006/07 bieten neben der Philipps-Universität Marburg eine Reihe in- und ausländischer Universitäten den Masterstudiengang Erlebnispädagogik an. Damit wird zum ersten Mal das jahrzehntelange Experimentierfeld Erlebnispädagogik auf eine wissenschaftliche Grundlage und ein untereinander messbares Niveau gestellt. Schon seit den 1950er Jahren ist das Segeln zu einem festen Bestandteil in der Erlebnispädagogik geworden. Noch heute sind Natursportarten mit ihren vielfältigen Erlebnissen das Zentrum der Erlebnispädagogik. Die moderne Erlebnispädagogik wird von weiteren erlebnispädagogischen Ansätzen flankiert. Diese sind u. a. die Theater-, die Abenteuer-, die Spiel-, die Wagnispädagogik und die Zirkuspädagogik. Artverwandte Ansätze finden sich auch bei der Natur- und Umweltpädagogik, bei Spielmobilen, Waldkindergärten, Barfußpfaden und Abenteuerspielplätzen. Für einige Bereiche wie z. B. das Baumklettern und Seilgärten haben sich eigene Organisationen gebildet.

### Pädagogische Ansätze
Der zentrale Begriff bei allen erlebnispädagogischen Ansätzen ist das Erlebnis.

„Erlebnisse sind Bewusstseinsvorgänge, in denen der Mensch tief innerlich und ganzheitlich von der Sinn- und Wertfülle eines Gegenstandes ergriffen wird.“

Man unterscheidet zwischen dem Erlebnisorientierten und der Erlebnispädagogik. Das Erlebnisorientierte bietet Aktivitäten in der Natur an, welche Prozesse des Individuums auslösen können, jedoch nicht im Mittelpunkt stehen. Die moderne Erlebnispädagogik geht nicht vom Erlebnis, sondern von der pädagogischen Zielsetzung aus. Das heißt, dass der Erlebnispädagoge mit der Klientel zuerst die Zielsetzung im Gespräch eingrenzt und klar formuliert. Danach wird das passende „Medium“ (Gelände, Umfeld, Ort) ausgesucht, in welchem es möglich ist, dass die Klientel Erlebnisse antreffen wird, welche sie an ihre Zielsetzung bringt. Wichtig ist dann vor allem die Nachhaltigkeit, damit die neu erlernten Strategien in den Alltag umgesetzt werden können. In der Erlebnispädagogik beinhaltet das Erlebnis gruppendynamische, sozialpädagogische, soziologische, psychologische und pädagogische Dimensionen.

#### Charakteristika des Erlebens
Wenn man sich mit dem Begriff „Erlebnis“ auseinandersetzt, finden sich zwei Begriffsverständnisse, die sich nach dem Grad der persönlichen Betroffenheit unterscheiden: Erlebnis steht einerseits einfach für eine unmittelbare persönliche Erfahrung. Dies kann auch ein Alltagserlebnis sein. Andererseits wird Erlebnis häufig mit dem besonderen Erlebnis gleichgesetzt, das außergewöhnliche Emotionen weckt. Mit dem zweiten verbindet man Begriffe wie Aktivität, Unmittelbarkeit, Spannung, Emotionalität, Abwechslung und Authentizität. Sie bringen das Besondere, das Nichtalltägliche zum Ausdruck und sind in der Regel mit hohen Anforderungen an die Persönlichkeit, mit Abenteuer und Wagnis, verbunden, müssen (bisweilen unter Opfern) erarbeitet werden. Hier setzen die meisten der zahlreichen erlebnispädagogischen Konzepte an. Dementsprechend sehen Bernd Heckmair und Werner Michl das Erlebnis und den Alltag als „zwei schlecht verträgliche Dinge“.
Erlebnisse ergeben sich, im Gegensatz zu Ereignissen, nur aus der subjektiven und individuellen Ansicht des einzelnen Menschen. Einzelne Situationen werden erst zu Erlebnissen, wenn sie vom Betrachter als etwas Besonderes, beziehungsweise Außeralltägliches wahrgenommen werden. Man verbindet Erlebnisse eher mit dem Neuen, Ungewohnten und Unbekannten, obwohl aus psychologischer Sicht das Erleben als neutral definiert wird. Sowohl banale alltägliche Dinge als auch intensive außergewöhnliche Eindrücke sind hier einbezogen. In der Psychologie bezieht sich das Erleben auf die unterschiedlichsten Dinge, beispielsweise auf Umwelteindrücke, auf das eigene Handeln, auf seelische und körperliche Prozesse oder auf zwischenmenschliche Einflüsse. Inhalte des Erlebten, die als bedeutungsvoll angesehen werden, werden zu Eindrücken verarbeitet, die positive oder negative Gefühle oder Erinnerungen hervorbringen können. Für den Menschen stellt das Erleben etwas Persönliches und Subjektives dar, das unmittelbar wahrgenommen wird.
In der Pädagogik sind Erlebnisse nicht planbar oder voraussagbar, weil subjektiv bedingt. Erlebnisse sind zufällige, vielleicht sogar unbeabsichtigte Vorkommnisse, die erst durch die persönliche Einordnung in individuelle Kategorien, durch Reflexion und Vergleich zu Besonderheiten werden – im Nachhinein. Hier wird ein häufiger Kritikpunkt an der Erlebnispädagogik deutlich. Planbar sind lediglich die Rahmenbedingungen, Gelegenheiten und damit gewisse förderliche Bedingungen für das persönliche Erlebnis. Da Erlebnisse subjektiv und unwillkürlich entstehen, lassen sie sich nicht zielgenau herbeiführen. Jedoch besteht darin der pädagogische Ansatz der modernen Erlebnispädagogik. Ein pädagogisches Setting lässt sich so gestalten, dass Lernziele, Wirkungen und Erfahrungen möglich oder sehr wahrscheinlich werden. Die Wirkung von erlebnispädagogischen Lernangeboten ergibt sich daher nicht direkt aus den abenteuerlichen Erlebnisfeldern, sondern durch die spezifische Weise in der sie genutzt, präsentiert und kombiniert werden. Gelehrt werden soll, sich selbst einschätzen zu können und sich selbst wahrzunehmen, um die eigene Position im persönlichen wie im gesellschaftlichen Umfeld zu finden.

#### Wagnis und Verantwortung
Schon der Bildungspolitiker und Pionier der Erlebnispädagogik Kurt Hahn stellte das Erleben von und den gelernten Umgang mit schwierigen Situationen als ein wesentliches Element zur Charakterschulung und Persönlichkeitsbildung ins Zentrum seiner erzieherischen Bemühungen. Er sah darin eine Möglichkeit für den Einzelnen wie für die Gruppe, Verantwortungsbewusstsein und menschliche Reife zu entwickeln. Auch der einflussreiche Reformpädagoge Hermann Röhrs erkannte der Förderung der personalen und sozialen Entwicklung über das Wagen eine zentrale Bedeutung zu. Sein Bildungsbegriff war von der Maßgabe geprägt, sich im Erleben und Durchstehen von Schwierigkeiten zu bewähren und dadurch Lebenstüchtigkeit zu erreichen. Für den Wagnisforscher und Didaktiker Siegbert A. Warwitz sind das Annähern an und das Austesten von physischen, psychischen und mentalen Leistungsgrenzen, das Durchstehen von Gefahrensituationen und das Entwickeln von Frustrationstoleranz bei Rückschlägen unverzichtbare Aufgabenstellungen einer sinnvollen Erlebnispädagogik. Sie sind immer mit Wagnissen verbunden, bei denen man scheitern kann, deren verantwortungsbewusster Umgang in Form einer sachkundigen Wagniserziehung aber gelernt werden kann und muss. Unter der Richtlinie „nicht sinnlos riskieren, sondern verantwortungsbewusst wagen“ muss der Unterschied von sinnarmem Risikohandeln und wertgetragenem Wagen herausgearbeitet und das erforderliche Gefahrenmanagement angeeignet werden. Dabei kommt das starke Bedürfnis von Kindern und Jugendlichen nach spannenden Abenteuererlebnissen und fordernden Mutproben den pädagogischen Intentionen motivierend entgegen. Nach Warwitz gewinnt das Bildungsgeschehen über das altersgerechte Wagen auch durch die kreativen Momente, die sich aus der wachsenden Selbsterkenntnis und Selbsterziehung ergeben und bedeutsame Auswirkungen auf die persönliche, soziale und gesamtgesellschaftliche Entwicklung haben können.

#### Umsetzungsbeispiel: Tauchen
Seit Mitte der 1990er Jahre entwickeln sich zunehmend auch tauchpädagogische Angebote. Es findet eine wissenschaftliche Auseinandersetzung statt, die sich nicht mehr nur mit der Sportart Gerätetauchen an sich auseinandersetzt, sondern auch mit im Zusammenhang stehenden psychologischen, pädagogischen und sogar psychiatrischen Fragen. Einen wesentlichen Beitrag dazu haben die Erkenntnisse aus der Tauchpsychologie geleistet. Emotionspsychologische und erlebnispädagogische Untersuchungen zeigen mittlerweile erstaunliche Erfolge und bestätigen die praktischen Erfahrungen der Pioniere auf diesem Gebiet. Auch Menschen mit geistiger Behinderung können von diesen Ergebnissen profitieren.

#### Umsetzungsbeispiel: Rollenspiel

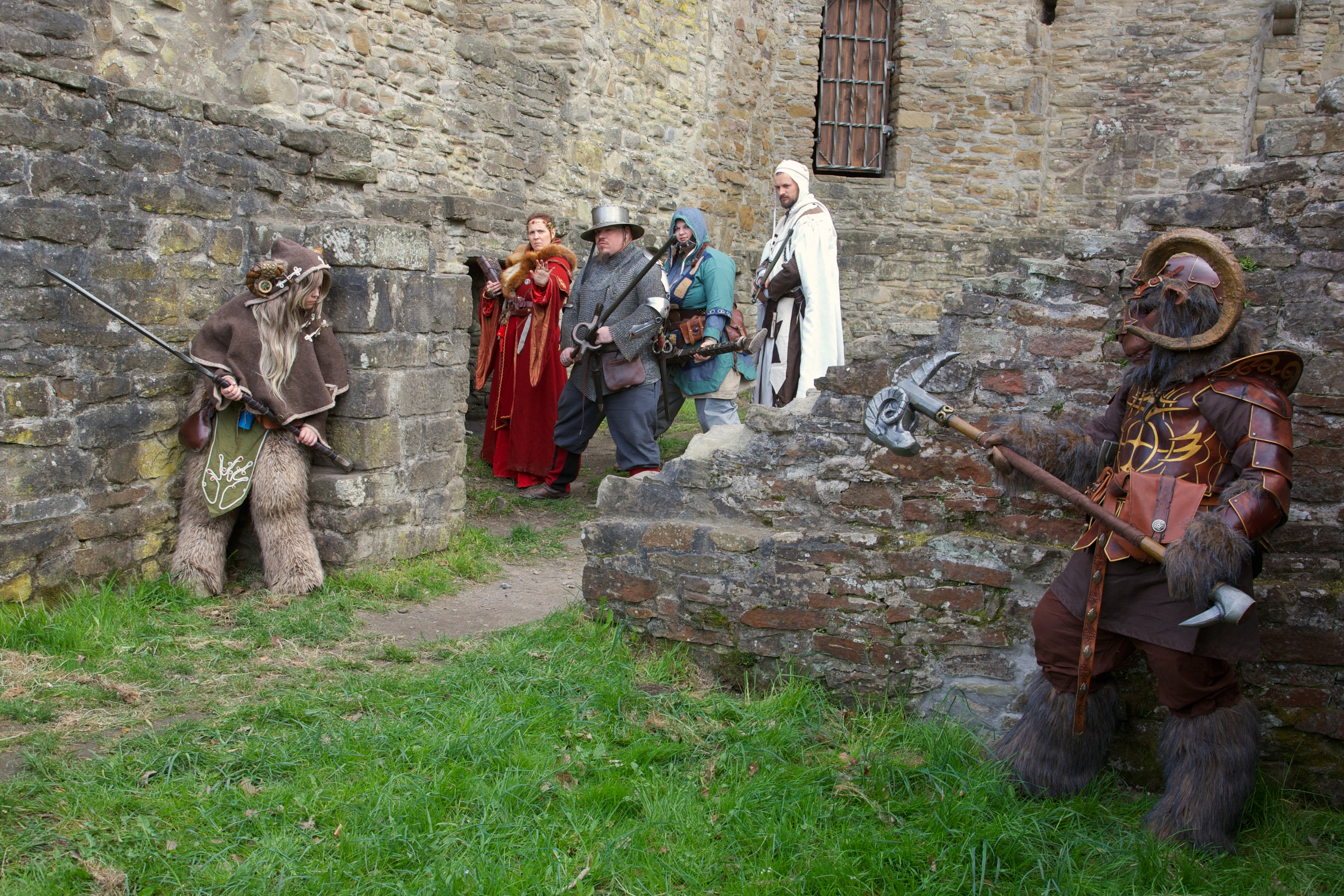
Eine Gruppe beim Live Action Role Playing

In den letzten Jahren bedient sich die Erlebnispädagogik zunehmend des Rollenspiels (LARP = Live Action Role Playing). LARP ermöglicht es, in die Rolle eines Fantasyhelden, eines edlen Ritters, einer Königin oder auch einfachen Magd im späten Mittelalter zu schlüpfen. Man kann in der Rolle seiner Wahl ein von einem Organisationsteam entworfenes Abenteuer lösen, eine eigene Welt erforschen und nette Mitspieler kennenlernen.
Neben den kreativen, handwerklichen und künstlerischen Möglichkeiten, die sich aus der Vorbereitung und der Betätigung im Liverollenspiel ergeben können (lernen zu nähen, basteln, schreiben, schauspielern, organisieren, …), liegt die Faszination von LARP sicherlich vor allem an dem eigentlichen Erlebnis. Als Teil einer spannenden Geschichte kann der Spieler durch eigene Handlungen den Ablauf, beziehungsweise den Ausgang des Spiels bestimmen. So ist es nicht verwunderlich, dass im Umgang mit ungewöhnlichen und unerwarteten Situationen unter anderem Teamfähigkeit, Kommunikation und Lösungsfindung aktiv gefördert und gefordert werden. Nicht zuletzt deswegen nehmen in Dänemark mittlerweile jährlich ungefähr 100.000 Kinder und Jugendliche an öffentlich geförderten Liverollenspielen teil. Auch in Deutschland findet LARP zunehmend Anklang in der Erlebnispädagogik.

### Definition, Abgrenzung, Kritik
Wie bedeutsam und umfangreich die Erlebnispädagogik in den letzten 20 Jahren geworden ist, zeigt ein vergleichender Blick in Nachschlagewerken und Fachlexika. Eine allgemeingültige Definition des Begriffs Erlebnispädagogik ist aus folgenden Gründen nicht einfach:
- Es existiert mittlerweile eine Reihe von Begriffen, die zum Teil synonym und zum Teil konkurrierend genutzt werden und alle das Verhältnis von Erlebnis und Erziehung beschreiben wollen.
- Es ist an einigen Stellen der erlebnispädagogischen Diskussion eine Tendenz zur Entgrenzung zu beobachten, wonach jedes handlungsorientierte Lernarrangement als Erlebnispädagogik bezeichnet wird.
- Es gibt heutzutage eine größere Angebotspalette, die einerseits Kurzzeitmaßnahmen von wenigen Tagen umfasst und auf der anderen Seite langfristige Projekte wie mehrmonatige Segeltörns oder Reiseprojekte für Jugendliche im Ausland.

Die folgende Definition von Heckmair und Michl versucht, die oben genannten Probleme zu berücksichtigen:

„Erlebnispädagogik ist eine handlungsorientierte Methode und will durch exemplarische Lernprozesse, in denen junge Menschen vor physische, psychische und soziale Herausforderungen gestellt werden, diese in ihrer Persönlichkeitsentwicklung fördern und sie dazu befähigen, ihre Lebenswelt verantwortlich zu gestalten.“

Eine weitere, mittlerweile häufig zitierte Definition liefert das Freiburger „N.E.W. Institut“ der Pädagogen Leif Cornelissen und Stephan Straub:

„Erlebnispädagogik beschreibt einen methodischen und erlebnisorientierten Ansatz, der mittels vielfältigen und naturnahen Settings die Teilnehmenden vor reale Aufgaben, Herausforderungen, Frage- und Problemstellungen und eben erlebnisreiche Eindrücke stellt, deren Umsetzung, Lösung oder Internalisierung gleichzeitig eine positive Veränderung und Weiterentwicklung der eigenen Persönlichkeit fördern will.“

Dieser Versuch einer Definition kann nicht darüber hinwegtäuschen, dass eine eindeutige Definition immer noch fehlt, was nicht überrascht, da eine tragfähige Fundierung der Erlebnispädagogik weiterhin aussteht.
Ausgehend von Hufenus Bestimmungsversuch leitet Galuske bestimmte Merkmale ab, die für die moderne Erlebnispädagogik charakteristisch seien:
- Handlungsorientierung und Ganzheitlichkeit
  - Im Mittelpunkt des Lernprozesses steht die tätige Auseinandersetzung mit einer Aufgabe, wobei Erfahrungen selbst gemacht werden müssen. Wissen, Fähigkeit und Werte werden über direkte Erfahrungen erarbeitet und vermittelt. Unter Ganzheitlichkeit ist zu verstehen, dass alle Dimensionen des Menschen angesprochen werden, das heißt Körper, Geist und Seele.
- Lernen in Situationen mit Ernstcharakter
  - Von besonderer Bedeutung für das Setting ist in einer erlebnispädagogischen Maßnahme der Ernstcharakter einer Situation. Es müssen Lernsituationen gefunden werden, deren Charakter derart beschaffen ist, dass sich Aufgaben und Anforderungsstruktur als natürlicher Sachzwang ergeben.
- Gruppenorientierung
  - Erlebnispädagogik stellt sich überwiegend als gruppenpädagogisches Angebot dar. Sozialpädagogische Angebote zielen dabei auf die Förderung von Sozialen Kompetenzen und Kooperationsfähigkeit durch das Arrangement von Lernsituationen, die verdeutlichen, dass Zusammenarbeit notwendig ist.
- Erlebnischarakter
  - Die bisher genannten Merkmale ließen sich auch in alltäglichen Situationen konstruieren. Charakteristisch für die Erlebnispädagogik ist, dass die Lernsituationen außergewöhnlich sind, das heißt vielfältig, nicht alltäglich, real und ernsthaft sein müssen, um so Grenzerfahrungen zu ermöglichen. Ungewöhnliche und außerordentliche Situationen erhöhen die Chance, dass aus einem Ereignis ein nachhaltig wirkendes Erlebnis wird. Deshalb findet Erlebnispädagogik mit Distanz zum Alltag statt.
- Freiwilligkeit
  - Jeder Mensch muss selbst entscheiden, ob er an einer erlebnispädagogischen Maßnahme teilnehmen will oder nicht. Das Prinzip der Freiwilligkeit geht davon aus, dass Lernerfolge nicht erzwungen werden können und deshalb abhängig von der Motivation und Wahlfreiheit des Einzelnen sind. Die Aufgabe der Erlebnispädagogen besteht darin, die Teilnehmer zu ermutigen und anzuspornen, sich in die Lernsituation zu wagen. Die endgültige Entscheidung wird von dem Teilnehmer selbst getroffen und muss vom Pädagogen akzeptiert werden.
- Pädagogisches Arrangement
  - Erlebnisträchtige Situationen werden erst zum erlebnispädagogischen Arrangement, wenn sie pädagogisch instrumentalisiert werden. Dazu gehören einerseits gezielte Planungen und Realisierungen von Angeboten, andererseits aber auch – was wichtig für den Erfolg der Maßnahme ist – die Begleitung von erlebnispädagogisch geschulten Begleitern.

### Praxis versus Theorie – Süd versus Nord
Zwischen der „süddeutschen“ Einschätzung (vertreten u. a. von Michl und Seidel in ihrem Handbuch) und der „norddeutschen“ klaffen erhebliche Unterschiede. Erstere halten am Kernbegriff „Methode“ bei ihren Definitionsversuchen fest, Letztere dagegen haben aufgrund ihrer wissenschaftlichen Forschungsarbeit längst einen breiteren und vertiefenden Zugang zur Materie gefunden:
Wenn es um Fragen der Definition des Begriffs „Erlebnispädagogik“ geht, so stammte die erste Ortsbestimmung (1981):

„Die Erlebnispädagogik versteht sich als Alternative und Ergänzung tradierter und etablierter Erziehungs- und Bildungseinrichtungen. Sie ist in der Reformpädagogik verwurzelt, geriet nach dem II. Weltkrieg fast völlig in Vergessenheit und gewinnt in dem Maße neuerlich an Bedeutung, je mehr sich Schul- und Sozialpädagogik kreativen Problemlösungsstrategien verschließen. Als Alternative sucht die Erlebnispädagogik neue Wege außerhalb bestehender Institutionen, als Ergänzung wird das Bemühen erkennbar, neue Ansätze innerhalb alter Strukturzusammenhänge zu finden.“

Hört man in unseren Tagen das Wort ‘Erlebnispädagogik‘, so kann davon ausgegangen werden, dass primär natursportlich orientierte Unternehmungen – zu Wasser oder zu Lande, auch in der Luft – gemeint sind. Diese einseitige Ausrichtung auf „outdoor“-Aktivitäten (Outdoor-Pädagogik) ist derzeit Fakt, muss aber in Zukunft zugunsten von „indoor“-Aktivitäten (Indoor-Pädagogik) abgebaut werden, denn gerade auch in künstlerischen, musischen, kulturellen und auch in technischen Bereichen gibt es vielfältige erlebnispädagogische Entwicklungs- und Gestaltungsmöglichkeiten.
Unter Berücksichtigung des aktuellen und vorwiegend natursportlich orientierten und akzentuierten Diskussionsstands kann gegenwärtig Folgendes gesagt werden: Erlebnispädagogische Programme – orientiert man sich an den vielfältigen vorfindbaren Angeboten – beziehen die natürliche Umwelt mit ein und verfolgen damit meist zugleich einen ökologischen Bildungsanspruch.
Dabei scheinen terminologische Abgrenzungen notwendig zu sein:
- Erlebnispädagogik ist weder Überlebenstraining (survival) noch Ranger-Ausbildung und hat auch nichts mit dem verhängnisvollen Slogan zu tun „Gelobt sei, was hart macht!“ – Erlebnispädagogik ist und bleibt Erziehung: die jugend- und sozialerzieherische Potenz muss bei allen Vorhaben und unter allen Umständen definiert sein und sichtbar bleiben, also die jeweilige Praxis begründbar und transparent machen.
- Auch der Begriff „Abenteuer-Pädagogik“ ist kein erzieherisch sinnvoller Terminus, denn das Abenteuer ist nicht planbar; wirkliche Abenteuer treten überraschend auf, sind meist unvorhersehbar und risikoreich. – Daraus folgt: wer mit dem Abenteuer pädagogisch jongliert, wird möglicherweise erst dann merken, dass es ein gefährlicher „Hochseil-Akt“ war, auf den er sich einließ, wenn es zu spät ist. Gleichwohl tragen erlebnispädagogische Outdoor-Programme immer auch ein gewisses Rest-Risiko in sich, das allerdings nach bestem Wissen und Gewissen kontrolliert und eingegrenzt werden muss.

Und auch die Definition von Torsten Fischer (1999) taucht im Handbuch von Michl / Seidl nicht auf:

„Erziehung im engeren Sinn der Erlebnispädagogik ist zielgerichtete und auf Ganzheitlich angelegte Planung, Vorbereitung, Durchführung und Auswertung erlebnispädagogischer Prozessgestaltung mit dem Ziel, Selbst- und Umweltveränderungen im emotional-erlebnishaften, sozial-kognitiven und praktisch-aktionalen Kontext zu bewirken.“

#### Lernen
Lernen ist ein wichtiger Bestandteil des menschlichen Lebens. Wir lernen von Geburt an durch ein selbstverständliches „Mitleben“ und alltägliches „Dabeisein“. Es ist ein Anliegen der Pädagogik im Rahmen initiierten Lernens dem jungen Menschen zur Persönlichkeitsentwicklung und sozialen Integration Inhalte, Werte und Fähigkeiten vermitteln. Erlebnispädagogik macht Umdenken notwendig, so dass von der Notwendigkeit einer „Kopernikanischen Wende“ des Lernprozesses gesprochen wurde: War Johann Heinrich Pestalozzi (1746–1827) bei seiner Idee der Elementarbildung noch vom Lernen mit „Kopf, Herz und Hand“ ausgegangen, so brachte der Lüneburger Erziehungswissenschaftler die Begriffe in die entwicklungspsychologisch richtige Reihenfolge: Herz, Hand und Verstand. Nicht das Lernen über den Kopf ist Trumpf, sondern das Lernen über die Hand und die unmittelbare Beobachtung und Erfahrung wird angebahnt und erweitert den individuellen Erkenntnisrahmen. Simon Priest geht davon aus, dass alles Lernen auf Erlebnissen basiert. Zu Erfahrungen werden sie, wenn das Erlebte reflektiert und transferiert wird. Erfahrungslernen geschieht demnach, wenn die Reflexionen für die Veränderung verantwortlich sind. Die verschiedenen Lern- und Transfermodelle der Erlebnispädagogik sollen im Folgenden vorgestellt werden.

#### Lernmodelle
In der modernen Erlebnispädagogik lassen sich drei Theoriemodelle unterscheiden, die zwar Ergebnis einer geschichtlichen Entwicklung sind, in der Praxis aber nebeneinander existieren und sich nicht gegenseitig ausschließen. Aus verschiedenen Blickwinkeln wird ein und derselbe Prozess dargestellt.

##### The Mountains Speak for Themselves
Dieses Modell lehnt sich an dem Thoreau’schen Motto: „Die Natur ist die beste Lehrmeisterin“ an. Es unterstellt die allgemeine Effizienz erlebnispädagogischer Maßnahmen in der Natur hinsichtlich Verhaltensänderungen. Es vertraut gänzlich auf den Sachzwang der Natur. Die Situation steht für sich selbst und ist so konstruiert, dass das Erlernte notwendige Folge des Handelns ist. Es ist nicht notwendig, mit Reflexion eine Aufarbeitung des Erlebten zu leisten.

##### Outward Bound Plus
Dieses Modell baut auf die Vorstellungen „The Mountain speaks for itself“ auf. Allerdings sieht es eine anschließende Reflexion vor.

##### Metaphorisch
Das Metaphorische Modell gilt als das Modell der Zukunft, das auch in Europa Verbreitung findet. Das „Outward Bound Plus“-Modell unterlag unter anderem der Kritik, dass Erlebnispädagogik sich aufgrund der Verschiebung hin zur Reflexion zu einer konventionellen therapeutischen Methode entwickelt. Das Metaphorische Modell wurde entwickelt, um Reflexion zu fördern, aber gleichzeitig die Erfahrungen und Erlebnisse nicht zu zerreden beziehungsweise zu überfrachten. Die Lernsituation soll möglichst ähnlich zur Lebensrealität der Teilnehmer ausgestaltet werden. Die Lernrichtung der Teilnehmer kann unter anderem durch Beispiele, Geschichten und Metaphern beeinflusst werden.

#### Transfer
Der Transfer ist ein entscheidender Faktor des Lernens aus erlebnispädagogischen Aktivitäten und Maßnahmen und meint die Übertragung von Lernerfahrungen in Lebenszusammenhänge und Alltagssituationen der Teilnehmer.
Es werden in der Erlebnispädagogik drei verschiedene Formen des Transfers unterschieden:
1. Der fachspezifische Transfer
  - Beim fachspezifischen Transfer werden konkrete Verhaltensweisen und Lerninhalte soweit verinnerlicht, dass sie in anderen Lernsituationen verfügbar sind. (Beispiel: das Sichern beim Klettern kann auf das Sichern beim Abseilen übertragen werden.) Diese Erfahrungen haben meistens kaum Bedeutung für den Alltag.
2. Der fachübergreifende Transfer
  - Hierbei werden spezifische Lernerfahrungen zu künftigen Einstellungen, Prinzipien oder Verhaltensweisen verallgemeinert. Es werden keine Fertigkeiten, sondern grundlegende Muster übertragen. (Beispiel: Problemlösungs- und Konfliktbewältigungsstrategien werden von einer erlebnispädagogischen Herausforderung in den Alltag transferiert.)
3. Der metaphorische Transfer
  - Ein metaphorischer Transfer findet statt, wenn in einer zum Alltag analogen beziehungsweise „isomorphen“ (von gleicher Gestalt) erlebnispädagogischen Situation Lernerfahrungen gemacht werden, die zu Verhaltensänderungen führen können. Der Transfer findet hier entweder während der Aktivität anhand ähnlicher Strukturen oder nach der Aktivität mit Hilfe von Reflexion statt.

Der Transfer stellt das „zentrale Problem“ der Erlebnispädagogik dar. Folgende Transferhindernisse gilt es deshalb zu beachten beziehungsweise zu verhindern:
- Die Alltagssituation ist häufig viel komplexer gestaltet als die Lernsituation.
- Bei kurzzeitpädagogischen Maßnahmen können keine langfristigen Lernprozesse initiiert werden.
- Die Teilnehmer werden häufig im Transferprozess nicht begleitet.
- Das Freizeitgefühl – häufig verursacht durch die Durchführung erlebnispädagogischer Maßnahmen in Urlaubsregionen – blockiert die Transfermotivation.

Der Transferproblematik entgegenwirken können klare Ziel- und Erwartungsabsprachen, bewusste Zusammensetzung der Teilnehmergruppen, längerfristige Vor- und Nacharbeit und die bewusste Anwendung von Transfertechniken.

## Weitere Formen der Erlebnispädagogik
In der „Christuszentrierten Erlebnispädagogik“ nach Hans Peter Royer werden auch Gott und die Schöpfung in der Natur individuell „erfahrbar“ gemacht. Ein vergleichbarer Ansatz aus dem Evangelischen Jugendwerk Württemberg bietet der Ansatz einer „Erlebnispädagogik im christlichen Kontext“.
In einer hochtechnisierten Welt wird es immer wichtiger, diesem Urtrieb des Menschen, dem Drang nach Abenteuer, gerecht zu werden. Im Bereich der Erwachsenenbildung hat die Erlebnispädagogik ihre Entsprechung in der sogenannten Suggestopädie gefunden, in der die wichtigsten Elemente für den schnellen und gehirngerechten Lerntransfer in der Verbindung von kognitiven und affektiven Kompetenzen genutzt werden.
Ein weiterer Ansatz in der Erlebnispädagogik nach Michael Birnthaler ist der Versuch einer Synthese aus Erlebnis- und Waldorfpädagogik unter der Bezeichnung Erlebenspädagogik.